# Rojdéstvenka (Xkotovski)
|  | Per a altres significats, vegeu «Rojdéstvenka». |

Rojdéstvenka (en rus: Рождественка) és un poble del krai de Primórie, a l'Extrem Orient de Rússia, que en el cens del 2010 tenia 142 habitants.